# 藤谷功彦
藤谷 功彦（ふじたに いさひこ、1876年（明治9年）9月19日 - 1914年（大正3年）2月28日）は、日本の薬理学者である。

## 経歴・人物
藤谷家の子爵であった藤谷為寛の甥（為寛の弟の子）として京都の上京に生まれる。1900年（明治33年）に京都府立医学専門学校（現在の京都府立医科大学）卒業後、京都帝国大学（現在の京都大学）の助教授として教鞭を執った。
1902年（明治35年）には母校の京都府立医専に教授として回帰し、薬学および医化学を専門に教鞭を執る。1911年（明治44年）には医学博士を取得した。